# NGC 270
NGC 270 är en spiralgalax i stjärnbilden Valfisken. Den upptäcktes den 10 december 1798 av William Herschel. 